# Escriptura tangut
L'escriptura tangut (en xinès 西夏文, pinyin: Xī Xià Wén, escriptura xia occidental) era un sistema d'escriptura logogràfic, utilitzat per escriure l'extingida llengua tangut de l'imperi Xia occidental. Segons el recompte més recent, es coneixen 5.863 caràcters tangut, sense comptar les variants. Els caràcters tangut són d'aspecte semblant als caràcters xinesos, amb el mateix tipus de traç, però la manera com s'originen els caràcters en el sistema d'escriptura tangut és significativament diferent de la dels caràcters xinesos. Tal com en la cal·ligrafia xinesa, en l'escriptura tangut també s'utilitzen els estils regular, corrent, cursiva i escriptura de segell.
Segons la Història dels Song (1346), l'escriptura va ser dissenyada per l'alt oficial Yeli Renrong sota la supervisió de l'emperador de Xia occidental Li Yuanhao el 1036. L'escriptura es va inventar en un breu període, i el seu ús es va estendre de seguida. Es van fundar escoles de funcionaris per ensenyar l'escriptura i s'utilitzava en els documents oficials (els documents diplomàtics eren bilingües). Es van traduir un gran nombre d'escriptures budistes del tibetà i el xinès, i es va imprimir en escriptura tangut amb la tècnica de blocs de fusta. Tot i que la dinastia va col·lapsar l'any 1227, l'escriptura es va continuar utilitzant encara durant uns segles. L'últim exemple d'escriptura es troba en un parell de pilars dharani tangut trobats a Baoding, actualment província de Hebei, datades del 1502.

## Estructura

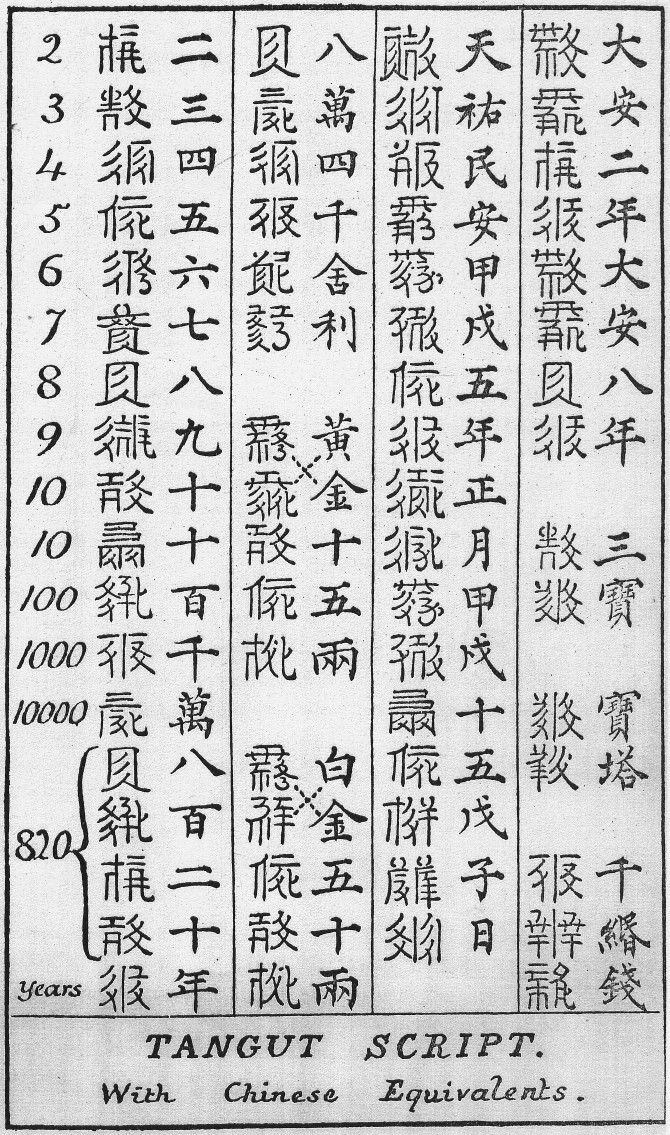
Desxiframent de 37 caràcters tangut de Stephen Wootton Bushell

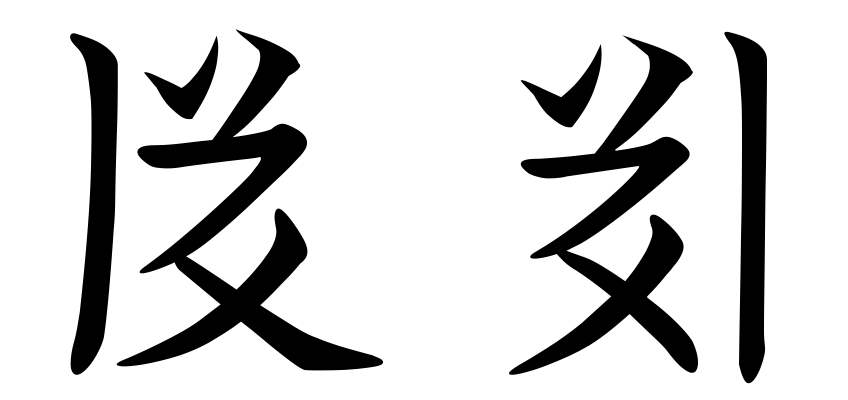
Els caràcters per "dit del peu" (a l'esquerra de la imatge) i "dit de la mà" (a la dreta), estan formats tots dos amb els mateixos components

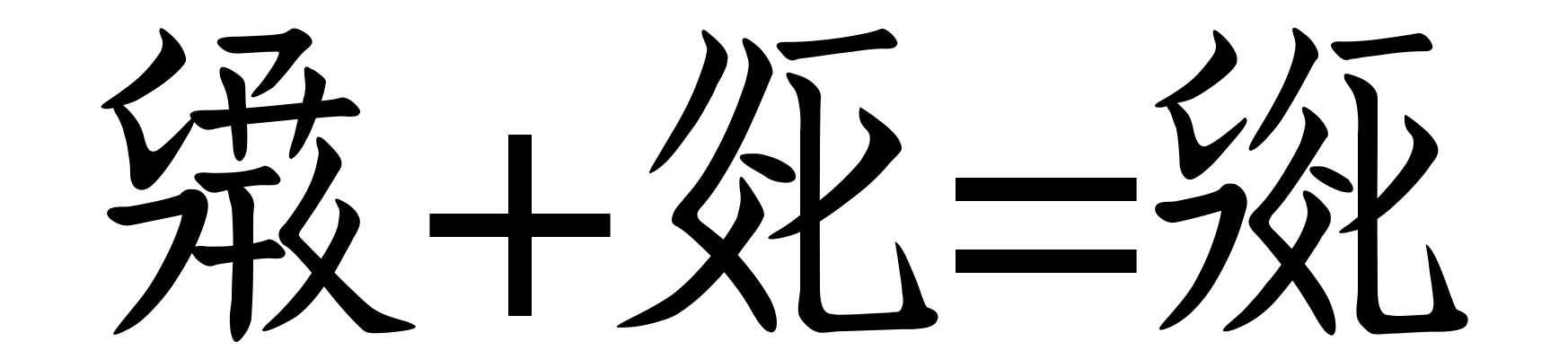
El caràcter tangut per "fang" es forma amb part del caràcter "aigua" (esquerra) i tot el caràcter "terra"

Els caràcters tangut es poden classificar en dues categories: simple i composta. La segona és més nombrosa. Els caràcters simples poden ser tant semàntics com fonètics. No hi ha cap caràcter tangut que sigui pictogràfic, a diferència d'alguns dels caràcters xinesos de la mateixa època; això és un de les diferències importants entre els caràcters tangut i els xinesos.
La majoria dels caràcters compostos estan formats per dos components, però n'hi ha de formats per tres o quatre. Un component pot ser un caràcter senzill, o part d'un caràcter compost. Hi ha caràcters compostos semàntic-semàntics i n'hi ha de semanticofonètics. Uns quants caràcters compostos especials es van cretrs per transliterar el xinès i el sànscrit.
Hi ha bastants parells de compostos d'especial valor, es tracta de dos compostos formats amb els mateixos components, però dispostes de forma diferent (per exemple: AB i BA, ABC i ACB). Els caràcters d'aquest tipus de parells tenen significats molt similars.

## Unicode
6.125 caràcters de l'escriptura tangut es van incloure a la versió 9.0 de l'Unicode el juny de 2016 en el Tangut bloc. S'hi van afegir 755 Radicals i components usats en l'estudi modern de Tangut va ser afegit al Tangut bloc de Components. També es va incloure una marca d'iteració (U+16FE0 𖿠 tangut iteration mark), al bloc de símbols ideogràfics i puntuació. El juny de 2018 s'hi van afegir cinc caràcters addicionals amb el llançament de la versió 11.0 de l'Unicode.